# 假山

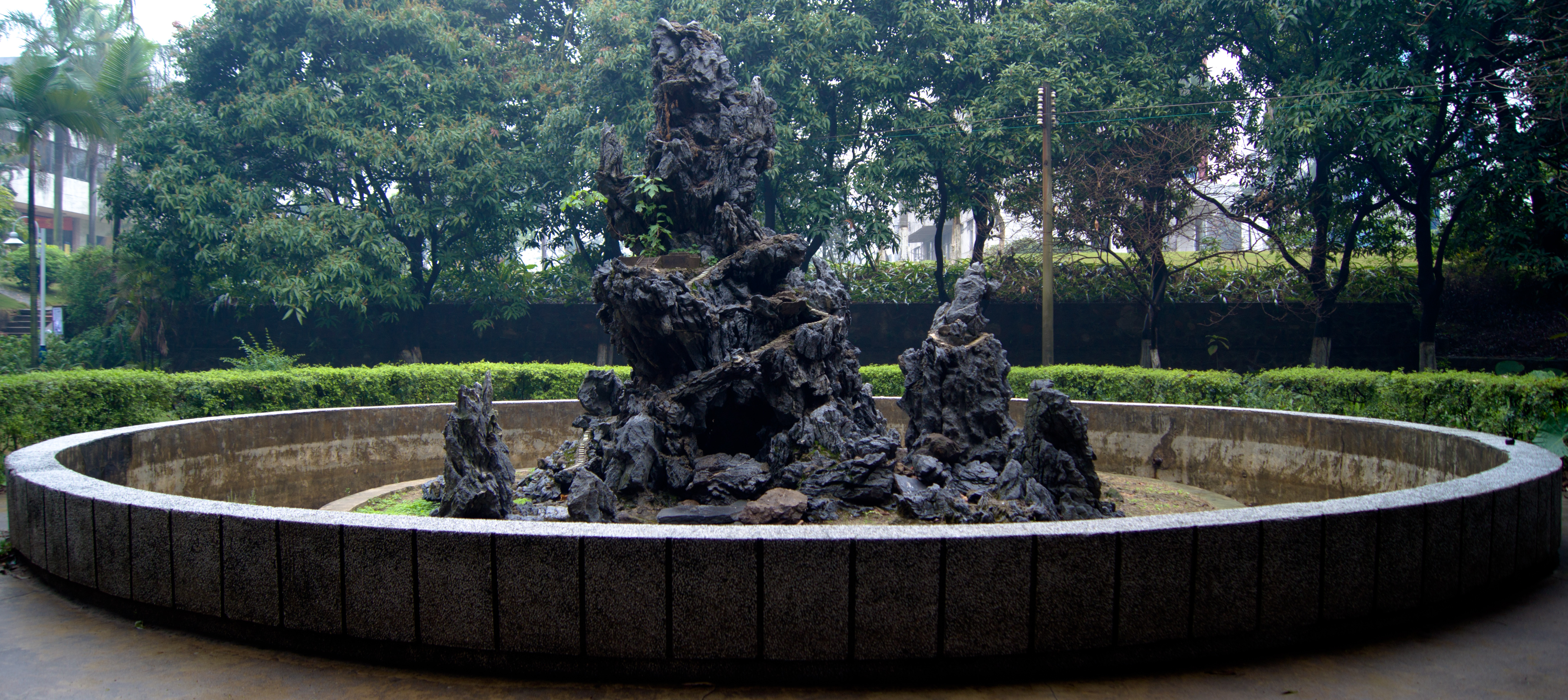
假山

假山是在園林以園林石堆疊或用灰泥所建成的石山，是一種將自然景觀融入園林的裝飾。通常會和水景搭配運用以達到「山環水抱」的效果